# Бои за Бровары
Бои за Бровары и населённые пункты Броварского района продолжались с начала марта по 1 апреля 2022 года и завершились победой Украины и отступлением России из Киевской области. Как и успешное сопротивление Ирпеня к западу от Киева, оборона Броваров не позволила российским войскам взять в кольцо украинскую столицу.
Оккупация Броварского района, как и других частей Киевской области, сопровождалась многочисленными военными преступлениями в отношении мирных жителей, включая пытки, похищения, убийства и изнасилования.

## Силы сторон

### Россия
- 2-я гвардейская общевойсковая армия[5];
  - 30-я отдельная мотострелковая бригада[6];
  - 15-я отдельная гвардейская мотострелковая бригада[7]
- 90-я гвардейская танковая дивизия:
  - 6-й гвардейский танковый полк[8][9];
  - 239-й гвардейский танковый полк[8];
- 14-й армейский корпус:
  - 200-я отдельная мотострелковая бригада[5];
- 7-я гвардейская десантно-штурмовая дивизия:
  - 247-й гвардейский десантно-штурмовой полк[10].

### Украина
- Силы территориальной обороны Вооружённых сил Украины
- 72-я отдельная механизированная бригада[11].

## Боевые действия

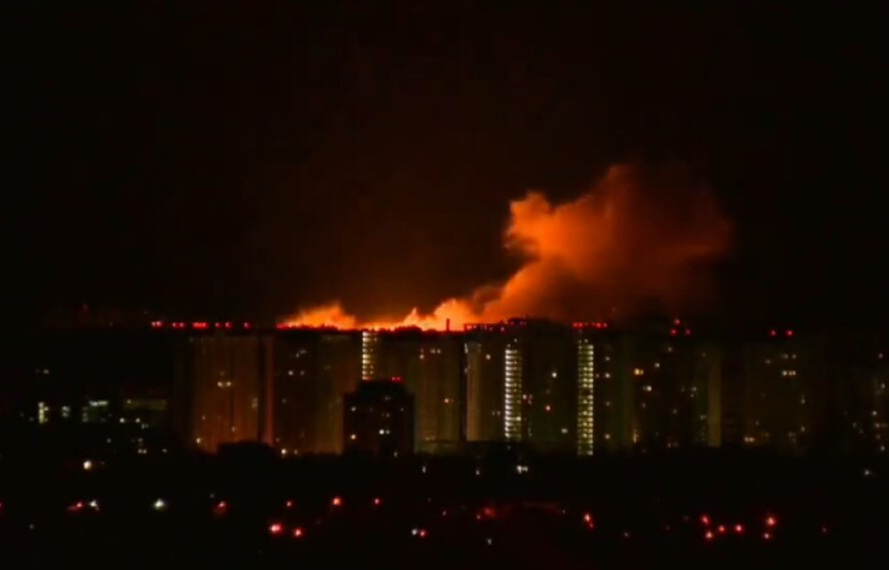
Обстрел Броваров, 28 февраля 2022 года

Основной целью начального этапа российского вторжения в Украину в феврале 2022 года был захват украинской столицы — Киева. Российские войска наступали на город с нескольких направлений. С севера и северо-запада через Гостомель, Бучу и Ирпень; с северо-востока и востока — через Черниговскую и Сумскую области. На пути колонн, двигавшихся с Черниговщины и Сумщины, были Бровары — второй по величине город Киевской области с населением 110 тысяч человек.
24 февраля по Броварам были нанесены ракетные удары, целью которых стали две воинские части. Погибли 6 человек. В первые дни марта российские войска достигли Броварского района и начали бои с ВСУ к северо-востоку и востоку от города. ВСУ было необходимо замедлить противника, истощить его, перехватить инициативу и оттеснить россиян на север.
5 марта в результате авиаудара по одной из российских колонн в Броварском районе был убит командир 247-го гвардейского десантно-штурмового полка полковник Константин Зизевский. Всего к началу апреля будет убито, по меньшей мере, 55 военнослужащих этого подразделения, включая нескольких командиров рот. 9 марта крупная колонна 90-й гвардейской танковой дивизии, наступавшая по трассе М-01, попала в украинскую засаду в селе Скибин в 5 км от Бровар, где понесла тяжёлые потери и была вынуждена отступить. Успешная украинская операция смешала планы российского наступления на этом участке и сыграла большую роль в обороне Киева.

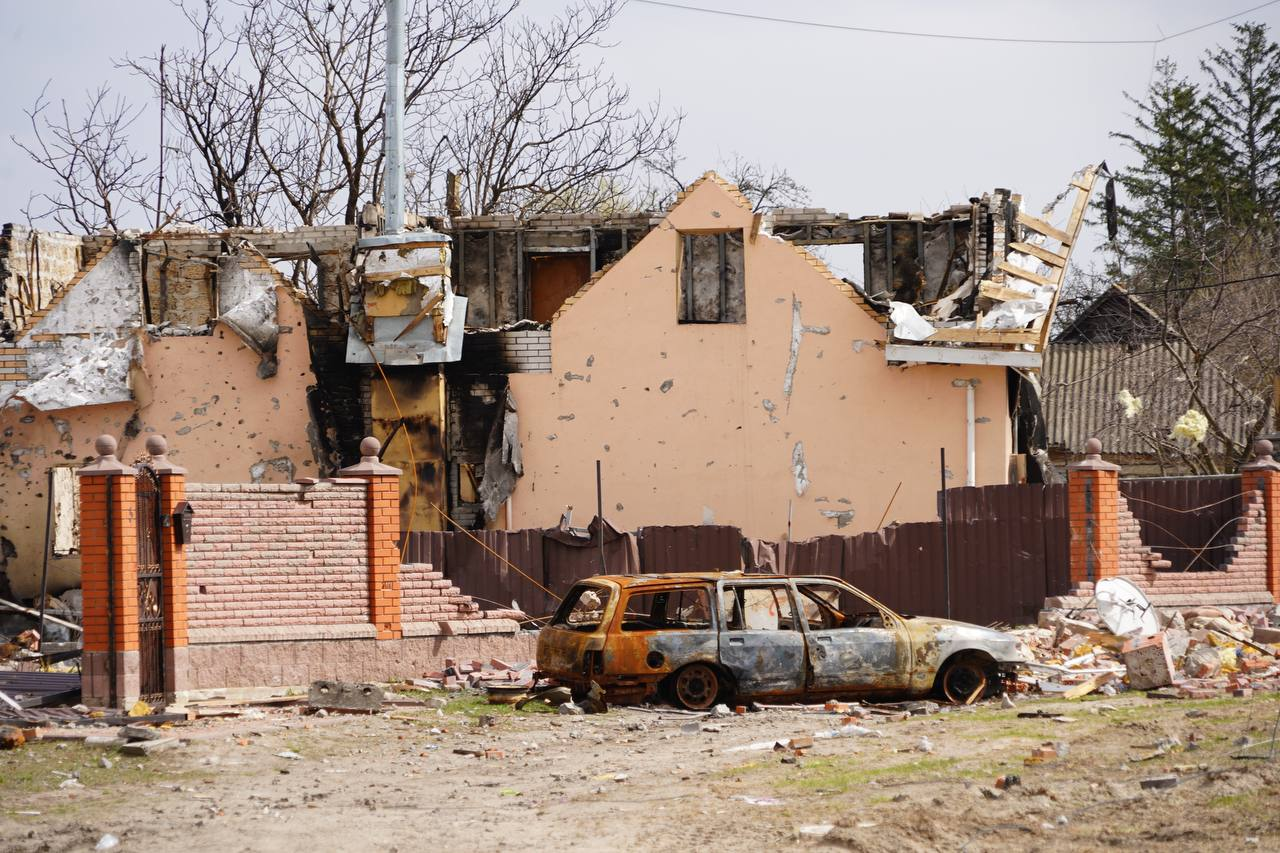
Великая Дымерка после российской оккупации, 10 апреля 2022

После этого российские военные закрепились в Богдановке, Залесье, Великой Дымерке и других населённых пунктах Броварского района. Боевые столкновения небольших отрядов происходили на территории Барышевской, Калитянской и Великодымерской громад. К середине марта ВСУ перехватили инициативу, а в 20-х числах марта украинское контрнаступление достигло Бровар, вынудив Россию отступать на север. 1 апреля российские войска полностью покинули Броварский район, а 2 апреля — Киевскую область.

### Уничтожение российской колонны в Скибине

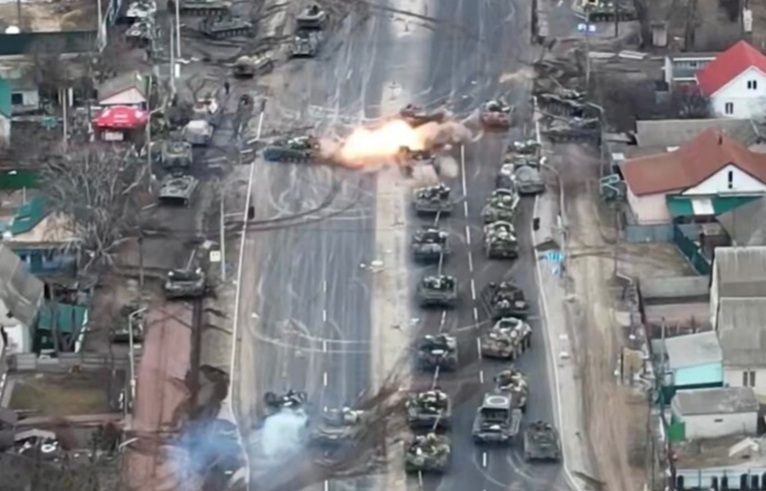
Атака ВСУ на российскую военную колонну в Скибине, 9 марта 2022 года

Одним из значимых эпизодов обороны Бровар стала украинская засада на колонну 90-й гвардейской танковой дивизии в Скибине 9 марта 2022 года. Российское наступление шло по трассе М-01 (E95) по направлению от Чернигова через Залесье и Калиновку. Условия местности — близость леса с одной стороны дороге, открытая местность с другой и небольшие населённые пути по дороге создавали хорошие условия для атаки.
Российская колонна из 60 единиц техники, включая танки Т-72, БТР-82с, САУ, систему ПВО и один ТОС-1, 9 марта следовала по 4-полосной трассе ровными плотными рядами. Вопреки требованиям военной науки, у колонны не было пехотного прикрытия, которое является обязательным для защиты от засад в условиях застройки. Во главе колонны ехали не танки, а САУ, которые не предназначены для действий на передовой.

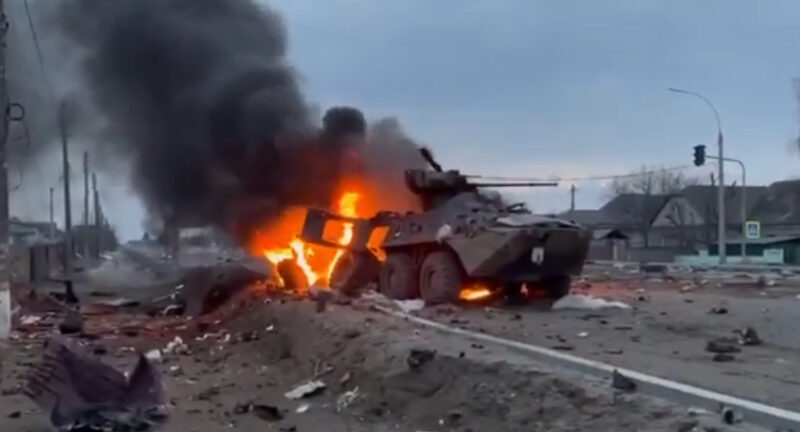
Уничтоженная российская бронетехника в Броварском районе, 10 марта 2022 года

Броварское направление оборонял 3-й батальон 72-й механизированной бригады. Подразделение действовало в соответствии с западной военной доктриной: действовало по разведданных, в сборе которых помогали дроны DJI Mavic; использовало мобильные группы с ПТУР и ПЗРК для внезапных атак и мгновенного отступления; гибко применяло артиллерию. Атака в Скибине была нанесена под прикрытием малоэтажной застройки по машинам в начале и конце колонны, после чего по бронетехнике был нанесён артиллерийский удар.
В Скибине ВСУ уничтожили 19 танков и 3 БТР, захватили по меньшей мере один танк. Был убит командовавший колонной российский полковник Андрей Захаров. Остальной российской техники удалось обойти подбитые машины и отступить. Украинские военные преследовали российских военных до Великой Дымерки и подбили ещё несколько единиц техники. Чувствительное поражение, предположительно, привело к волне насилия российских военных против мирных жителей в близлежащих населённых пунктах, где напуганные солдаты открывали огонь на поражение. Только 10—11 марта в центральный районный госпиталь Бровар доставили 23 гражданских с пулевыми ранениями.

## Оккупация

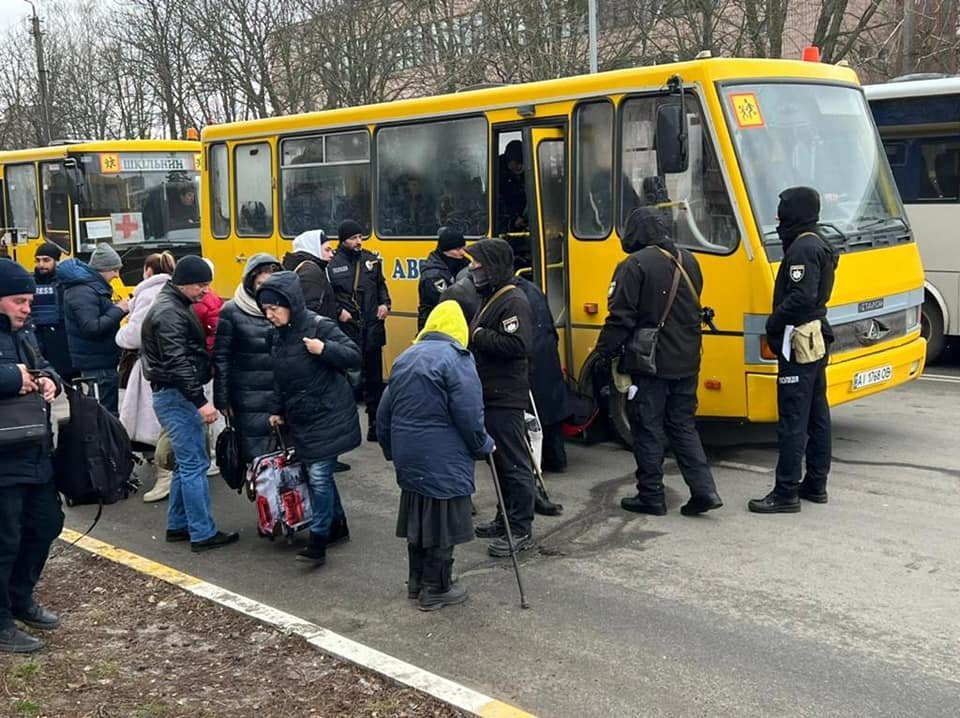
Эвакуация мирных жителей из Броваров, 13 марта 2022 года

Во время боевых действий в Броварском районе в оккупированных населённых пунктах не работала мобильная связь, и часто люди не могли связаться со своими родственниками. Из некоторых населённых пунктов, включая Великую Дымерку и Богдановку, были организованы зелёные коридоры. Как следовало из свидетельств местных жителей, во время оккупации российские военные прятали свою технику во дворах жилых домов. Также солдаты занимались мародёрством: крали одежду и обувь, стиральные машины и телевизоры. Часть подобных «трофеев» они бросили в ходе спешного отступления в конце марта 2022 года.
Броварский район стал последней частью Киевской области, освобождённой в ходе украинского контрнаступления в марте — начале апреля 2022 года. В ходе отступления российские военные минировали населённые пункты, и только к сентябрю территория района была частично очищена от мин и неразорвавшихся боеприпасов, что позволило мирным жителям вернуться к нормальной жизни.

### Ущерб

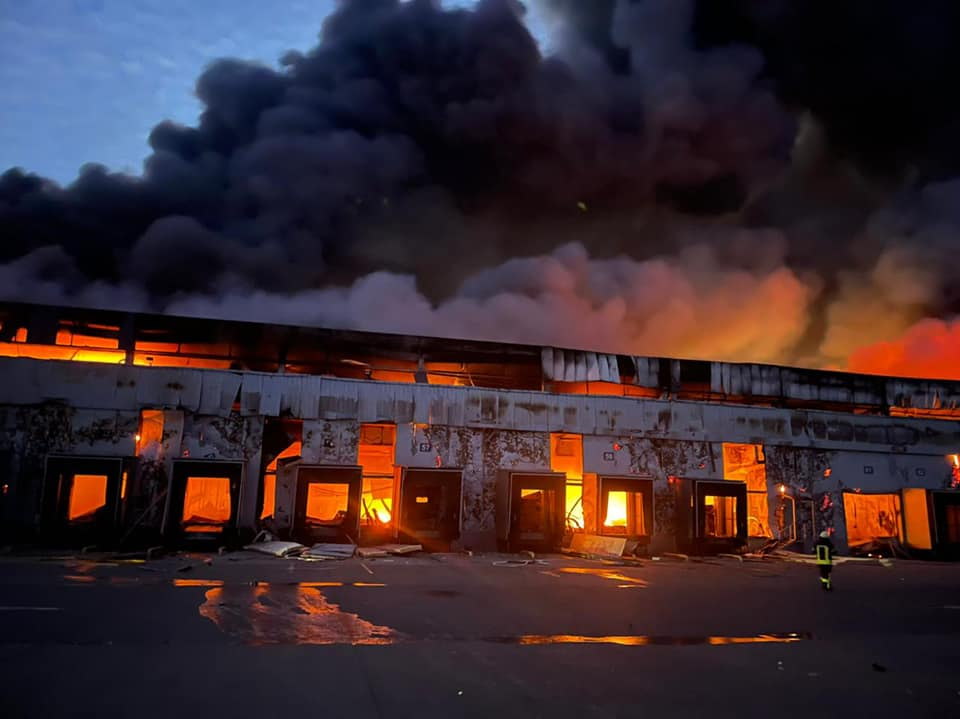
Продуктовый склад в Квитневом после российского ракетного удара, 12 марта 2022 года

В ходе боёв Бровары и другие населённые пункты Броварского района, а также окрестные фермерские хозяйства множество раз попадали под обстрел. Так 12 марта в результате российского удара по Квитневому был уничтожен продуктовый склад компании Vičiūnų grupė, один из крупнейших в Европе, сгорели 50 тысяч тонн продуктов питания. Центр стратегических и международных исследований (CSIS) предположил, что цель была выбрана сознательно, и российские военные пытались нарушить поставки продовольствия в Киев, как ранее было сделано в Мариуполе.

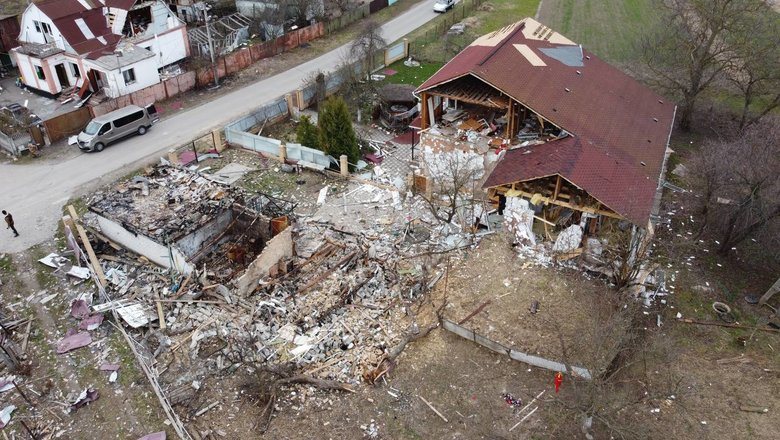
Разрушения в Великой Дымерке, 10 апреля 2022 года

В числе погибших за время боёв в Броварском районе — депутат городского совета Броваров, а также украинский учёный, сотрудник Института химии поверхности и участник научной группы Института высоких технологий, разработчик кровоостанавливающих препаратов Андрей Кравченко.

## Военные преступления
Оккупация Броварского района Киевской области сопровождалась многочисленными убийствами мирных жителей, а также чередой изнасилований, совершённых российскими военными.

### Изнасилования и убийства в Богдановке

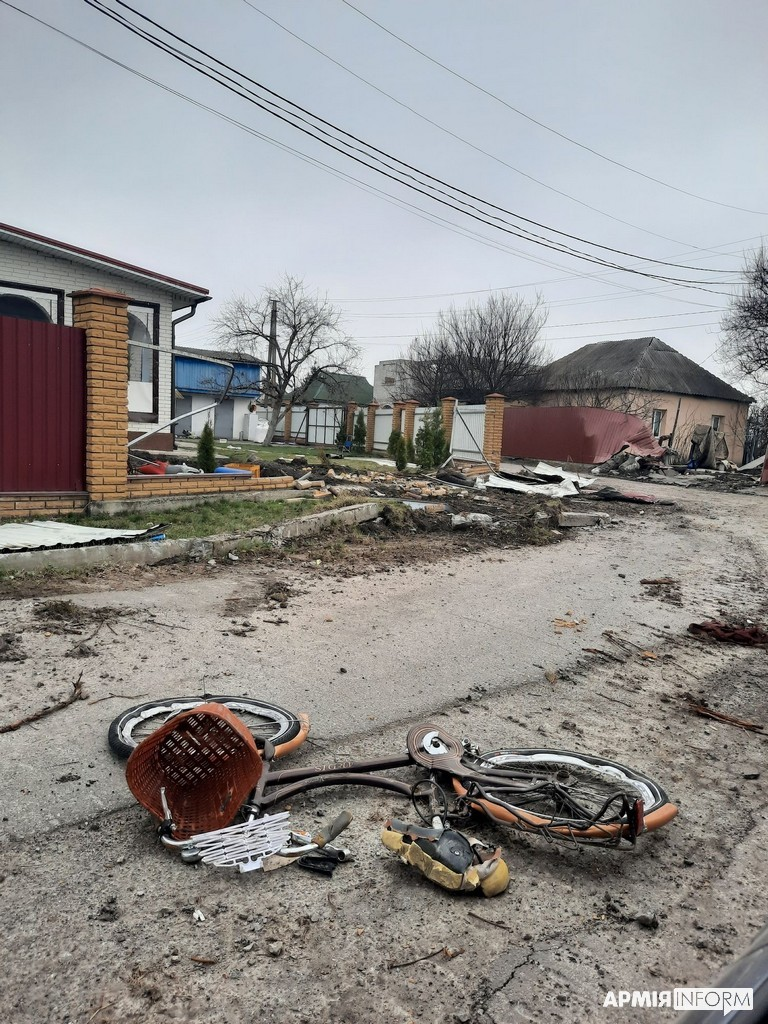
Улицы Богдановки после российской оккупации, 6 апреля 2022 года

В селе Богдановка российские военные совершили по меньшей мере три убийства и изнасиловали двух женщин. Один из причастных к преступлениям — 31-летний Михаил Романов, контрактник из Чебаркуля Челябинской области, ранее участвовавший в захвате востока Украины в составе 7-й ОТБр (на момент вторжения — 239-й гвардейский танковый полк), во время оккупации предположительно служивший командиром звена. В частности, он руководил срочниками, которые совершали обход района Залесской улицы Богдановки в поисках возможных членов теробороны.
По свидетельствам очевидцев, во время обходов российские военные были пьяны, а Романов флиртовал с женщинами и охотно делился своими профилями в социальных сетях. Днём 9 марта 2022 года Романов с подчинёнными пришёл в дом, где броварский экс-депутат Алексей Здоровец проживал с 34-летней супругой Евгений (жертва изнасилования №1) и 4-летним сыном. Один из солдат застрелил собаку — алабая (впоследствии солдаты убьют всех собак, которые жили в доме: двух взрослых и 9 щенков). Позднее Романов заметил в машине у дома куртку цвета хаки, рассвирепел и начал стрелять в воздух, но Алексею и Евгении удалось убедить его, что это экипировка для страйкбола.
Вечером 9 марта — уже после того, как российские войска понесли тяжёлые потери в Скибине, около 21:00 пьяный Романов пришёл в дом к другой местной жительнице — Кристине. Военный пытался склонить её к сексу, а после отказа у него случилась истерика. Романов плакал и кричал: «Ты что — думаешь, я этого всего хочу? Я больной, я ненормальный. Ты сумасшедшая девчонка, дурная. Почему вы ничего не боитесь? Думаешь, мне не страшно? Нас всех здесь расстреляют, повыкалывают глаза, нас просто бросили». Успокоившись, Романов покинул дом Кристины.
Около 21:30 другие российские военные ворвались в другой дом на Залесской улице, где проживали 52-летняя Виктория, её муж, свекровь и 10-летняя дочь. Семейную пару и ребёнка заставили спуститься в техническое помещение насосной станции во дворе, а пожилую свекровь оставили в доме. Военнослужащие обыскали дом в поисках сигарет, заметили на вешалке куртку и брюки для рыбалки с камуфляжным рисунком, вернулись и застрелили мужчину на глазах жены и дочери. После ухода российских военных Виктория с ребёном и свекровью покинула дом.
Около 22:00 Романов вернулся в сопровождении другого военного в дом Евгении (жертва №1). Он застрелил Здоровца, а затем российские военные поочерёдно, угрожая оружием, насиловали женщину в коридоре и на лестнице, пока её сын спал в бойлерной. Романов и второй военный ненадолго уехали, а по возвращении вновь изнасиловали Евгению. Эти истязания продолжались около двух часов. Военные ушли, но вскоре вернулись в состоянии сильного алкогольного опьянения, помочились в доме и уснули в креслах. Воспользовавшись ситуацией, Евгения с ребёнком бежали и нашли укрытие в доме Кристины. Позднее Кристина, Евгения и Виктория вместе с другими жителями смогли уехать из села по грунтовым дорогам.
Ещё одно убийство произошло около 11:30 утра 23 марта в хуторе на окраине Богдановки. Российский военный пришёл в дом, где в тот момент находились местный житель Константин и его тесть. Испугавшись звонка, военный начал стрелять и убил тестя. Константину удалось сбежать и спрятаться. Прибывшие на место российские военные на танке разграбили дом, украли мобильные телефоны, зарядные устройства и алкоголь. Сам мужчина вместе с соседом смог добраться до Броваров.
Ещё один случай изнасилования в Богдановке произошёл 28 марта 2022 года — за несколько дней до ухода российских военных из села. В этот день военнослужащих пришли в дом 55-летней Светланы (жертва №2), где та проживала с супругом и беременной дочерью. Девушка 20 марта выехала по зелёному коридору, а мужчина 24-го ушёл в другой населённый пункт, чтобы помочь российским военным (впоследствие его найдут мёртвым со следами пыток в подвале дома в Шевченково). Военные пытались угнать машину, стоявшую во дворе дома, но та не завелась. После неудачи они вломились в дом, съели продукты, украли деньги и около 22:00 изнасиловали Светлану в подвале дома. Двое военных поочерёдно душили и насиловали женщину, третий — наблюдал за инасилованием и мастурбировал.

### Изнасилование в селе Барышевской громады
13 марта двое российских снайперов, 32-летней Вадим Шахматов и 28-летней Евгений Чернокнижный из 15-й отдельной гвардейской мотострелковой бригады (дислоцированное в Самарской области подразделение, специально сформированные для участия в миротворческих миссиях под эгидой ООН, ОБСЕ, ШОС и СНГ) изнасиловали в одном из сёл Барышевской громады двух женщин, двух несовершеннолетних девушек и 4-летнюю девочку.
В первом доме пьяные российские военнослужащие избили мужчину, изнасиловали его супругу и принудили к оральному сексу 4-летнюю девочку. Затем военнослужащие прошли в соседний дом, где изнасиловали 41-летнюю беременную женщину и 17-летнюю девушку её сына. В третьем доме, где проживали несколько семей, они изнасиловали 15-летнюю девушку и её мать. После солдаты вернулись во второй дом и повторно изнасиловали обеих женщин.
По информации Reuters, Чернокнижный был убит на войне в апреле 2022 года. Он посмертно награждён Орденом Мужества, в школе в его родном Чеботарево Оренбургской области установлена мемориальная доска в его честь. Шахматов, предположительно, был убит в период с весны 2022 года по весну 2023 года.

### Пытки и убийства в Перемоге
В первый же день оккупации села Перемога Броварского района российские военные из 15-й отдельной гвардейской мотострелковой бригады оборудовали в подвале почтового отделения пыточные камеры, в которых издевались над мирными жителями и военнопленными, а также расстреляли пять человек. Эти пыточные действовали всё время оккупации, перед отступлением военнослужащие взорвали помещение, чтобы скрыть улики. Приказы отдавали майоры Александр Васильев и Максим Краснощёков.

### Изнасилования в других населённых пунктах
12 марта 2022 года около 19:00 уроженец Татарстана, радиотелефонист гаубичного артиллерийского подразделения 30-й отдельной мотострелковой бригады 21-летний Булат Фассахов вместе с сослуживцами ворвался в частный дом в одном из сёл Броварского района. Всех жильцов дома, кроме одной молодой женщины, заперли в подвале. Фассахов изнасиловал её, угрожая убийством и расправой над её семьёй. Спустя несколько дней в другом доме того же населённого пункта Фассахов и его сослуживцы поочерёдно изнасиловали ещё одну женщину, предварительно выгнав её домочадцев на улицу.

### Убийства и похищения в других населённых пунктах
По официальным данным на 9 апреля 2022 года, только в сёлах Великодымерской громады (1 посёлок и 22 села) погибли 67 мирных жителей (в статистику попали только опознанные тела). В одной Великой Дымерке российский военные убили, по меньшей мере, 11 гражданских. На территории фермы в Шевченково были найдены тела 6 мирных жителей (один из них — житель Богдановки, супруг изнасилованной российскими военными Светланы).
Местные жители сообщали, что российские военные неоднократно стреляли по машинам, на которых люди пытались выехать с оккупированных территорий, а также о случаях похищений гражданских, которых в дальнейшем вывозили в Россию.

## Последующие события

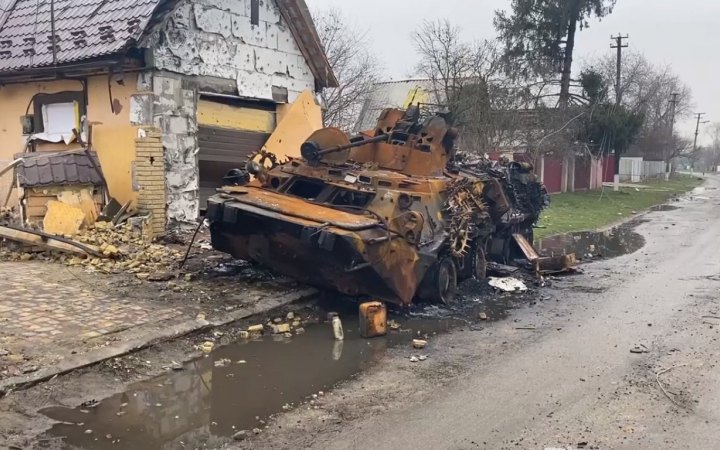
Уничтоженный российский БТР-82А в селе Плоске.

Как и другие населённые пункты Киевской области, после деоккупации Бровары попадали под российские обстрелы. Так, 10 августа 2024 года обломки сбитой ракеты упали на жилые дома, в одном из которых погибли 35-летний мужчина и его 4-летний сын; ещё 3 человека пострадали. Украинские власти утверждали, что для этого нападения российские военные использовали северокорейские ракеты.